# Newcastle (Washington)
Newcastle je grad u američkoj saveznoj državi Washington. Prema popisu stanovništva iz 2010. u njemu je živjelo 10.380 stanovnika.